# Хантсвил (Јута)
Хантсвил (енгл. Huntsville) град је у америчкој савезној држави Јута.

## Демографија
По попису из 2010. године број становника је 608, што је 41 (-6,3%) становника мање него 2000. године.
| Група             | 2000.       | 2010.       |
| Белци             | 625 (96,3%) | 583 (95,9%) |
| Афроамериканци    | 1 (0,2%)    | 1 (0,2%)    |
| Азијати           | 0 (0,0%)    | 1 (0,2%)    |
| Хиспаноамериканци | 20 (3,1%)   | 6 (1,0%)    |
| Укупно            | 649         | 608         |